# هيئة محامي دارفور
هيئة محامي دارفور هي منظمة محامين سودانيين تأسست عام 1995. في عام 2020، حصلت الهيئة على جائزة الوقف الوطني للديمقراطية لدعم المهمشين في الدفاع عن حقوقهم وتقديم المساعدة القانونية للناشطين الضعفاء قبل وأثناء الاحتجاجات في السودان.

## الأصل
تم إنشاء نقابة المحامين في دارفور في عام 1995، تهدف إلى تقديم الدعم القانوني فيما يتعلق بانتهاكات حقوق الإنسان في دارفور وبقية السودان. في نوفمبر 2017، بلغ عدد أعضائها 535 محاميا.

## اعتقالات طلاب دارفور 2013
في أغسطس / آب 2018، أثناء حكم عمر البشير الذي دام 30 عامًا، ذكرت نقابة المحامين في دارفور أن الأجهزة الأمنية تلاحق الطلاب عمداً وتحتجزهم لفترات طويلة من أجل ثنيهم عن الأنشطة المتعلقة بحقوق الإنسان. وطبقاً لقاعدة البيانات، قامت الأجهزة الأمنية باحتجاز الطلاب بشكل تعسفي، وبعد تعرضهم للتعذيب أثناء احتجازهم تم محاكمتهم، ولم يُدانو فأفرج عنهم، ثم أُعيد اعتقالهم مرة أخرى تعسفًا، أعطت النقابة مثالًا لخمسة طلاب من جامعة السودان، وجامعة النيلين وجامعة أم درمان الأهلية الذين تعرضوا للتعذيب باستخدام الهراوات الكهربائية، والإهانات العنصرية، وعُصبت أعينهم لمدة يومين، وخضعوا لعملية إعادة الاعتقال في يونيو ويوليو 2013. وأدان قاضي المحكمة الجنائية المركزية في الخرطوم، أسامة أحمد عبد الله، الطلاب الخمسة مرة أخرى في 18 أغسطس 2013. ووعدت الهيئة اتخاذ «التدابير المناسبة والضرورية» لتحقيق العدالة للطلاب.

## الاحتجاجات السودانية 2018–19
بعد مذبحة الخرطوم في 3 يونيو 2019 التي وقعت خلال الاحتجاجات السودانية 2018-2019، أنشأت نقابة المحامين في دارفور لجنة تحقيق وتقصي الحقائق في المذبحة، وبشكل أساسي في حوادث الاغتصاب. ففي 30 يوليو، ذكرت الهيئة أن ثمانية من ضحايا الاغتصاب يتلقون العلاج النفسي، وانتحرت فتاة في أم درمان نتيجة الاغتصاب؛ وأُجبرت إحدى ضحايا الاغتصاب بسبب الوصمة الاجتماعية على البحث عن منزل آخر لها ولعائلتها. وزعمت إدارة الدفاع أن لديها «أدلة كافية» على مسؤولية المجلس العسكري الانتقالي، المجلس العسكري الحاكم في السودان في ذلك الوقت، عن المذبحة وأن «قرار حل الاعتصام» تم في اجتماع بين أعضاء المجلس العسكري الانتقالي، والنائب العام، ورؤساء الشرطة ومديري الأمن. وقالت لجنة هيئة المحامين بأن تحقيق المدعي العام لم يكن مهنيًا ومستقلًا ولا محايدًا.

## مفاوضات سلام دارفور لعام 2019
في أوائل سبتمبر 2019، بدأت نقابة المحامين في دارفور في تنظيم المفاوضات بين الحركات المسلحة في دارفور، بما في ذلك حركة تحرير السودان وحركة العدل والمساواة، وجمعيات المواطنين المدنيين، في شكل منتدى استشاري. وطلبت لجنة الشؤون السياسية أن يكون ربع المندوبين على الأقل في المنتدى الاستشاري من النساء.